# دانبار، اسکاتلند
دانبار (به انگلیسی: Dunbar) یک شهرک در اسکاتلند است که در لوتیان شرقی واقع شده‌است. دانبار ۸٬۴۸۶ نفر جمعیت دارد.

## خواهرخوانده
شهرهای گینگستون، ماساچوست و مارتینز، کالیفرنیا خواهرخوانده‌های دانبار، اسکاتلند هستند.